# Exechonella antillea
Exechonella antillea is een mosdiertjessoort uit de familie van de Exechonellidae. De wetenschappelijke naam van de soort is, als Lepralia antillea, voor het eerst geldig gepubliceerd in 1927 door Osburn.